# Shimeket Gugesa
Shimeket Gugesa (Addis Abeba, 1º gennaio 1995) è un calciatore etiope, centrocampista del Fasil Kenema e della nazionale etiope.

## Carriera

### Club
Ha giocato nella prima divisione etiope.

### Nazionale
Debutta con la nazionale etiope il 27 novembre 2013 in occasione dell'incontro di Coppa CECAFA pareggiato 0-0 contro il Kenya.
Il 23 dicembre 2021 viene incluso nella lista finale per la Coppa delle nazioni africane 2021.

## Statistiche
Statistiche aggiornate all'8 gennaio 2022.

### Cronologia presenze e reti in nazionale
| Cronologia completa delle presenze e delle reti in nazionale ― Etiopia | Cronologia completa delle presenze e delle reti in nazionale ― Etiopia | Cronologia completa delle presenze e delle reti in nazionale ― Etiopia | Cronologia completa delle presenze e delle reti in nazionale ― Etiopia | Cronologia completa delle presenze e delle reti in nazionale ― Etiopia | Cronologia completa delle presenze e delle reti in nazionale ― Etiopia | Cronologia completa delle presenze e delle reti in nazionale ― Etiopia | Cronologia completa delle presenze e delle reti in nazionale ― Etiopia |
| Data                                                                   | Città                                                                  | In casa                                                                | Risultato                                                              | Ospiti                                                                 | Competizione                                                           | Reti                                                                   | Note                                                                   |
| ---------------------------------------------------------------------- | ---------------------------------------------------------------------- | ---------------------------------------------------------------------- | ---------------------------------------------------------------------- | ---------------------------------------------------------------------- | ---------------------------------------------------------------------- | ---------------------------------------------------------------------- | ---------------------------------------------------------------------- |
| 27-11-2013                                                             | Nairobi                                                                | Kenya                                                                  | 0 – 0                                                                  | Etiopia                                                                | Coppa CECAFA 2013 - 1º turno                                           | -                                                                      | 92’                                                                    |
| 30-11-2013                                                             | Nairobi                                                                | Etiopia                                                                | 3 – 1                                                                  | Zanzibar                                                               | Coppa CECAFA 2013 - 1º turno                                           | -                                                                      |                                                                        |
| 3-12-2013                                                              | Nakuru                                                                 | Sudan del Sud                                                          | 0 – 2                                                                  | Etiopia                                                                | Coppa CECAFA 2013 - 1º turno                                           | -                                                                      | 46’                                                                    |
| 8-12-2013                                                              | Mombasa                                                                | Etiopia                                                                | 0 – 2                                                                  | Sudan                                                                  | Coppa CECAFA 2013 - Quarti di finale                                   | -                                                                      | 0’                                                                     |
| 5-6-2016                                                               | Maseru                                                                 | Lesotho                                                                | 1 – 2                                                                  | Etiopia                                                                | Qual. Coppa d'Africa 2017                                              | -                                                                      | 91’                                                                    |
| 3-9-2016                                                               | Auasa                                                                  | Etiopia                                                                | 2 – 1                                                                  | Seychelles                                                             | Qual. Coppa d'Africa 2017                                              | -                                                                      | 46’                                                                    |
| 3-6-2017                                                               | Addis Abeba                                                            | Etiopia                                                                | 0 – 0                                                                  | Uganda                                                                 | Amichevole                                                             | -                                                                      | 46’                                                                    |
| 14-10-2018                                                             | Kasarani                                                               | Kenya                                                                  | 3 – 0                                                                  | Etiopia                                                                | Qual. Coppa d'Africa 2019                                              | -                                                                      |                                                                        |
| 22-10-2020                                                             | Addis Abeba                                                            | Etiopia                                                                | 2 – 3                                                                  | Zambia                                                                 | Amichevole                                                             | -                                                                      | 46’                                                                    |
| 25-10-2020                                                             | Addis Abeba                                                            | Etiopia                                                                | 1 – 3                                                                  | Zambia                                                                 | Amichevole                                                             | -                                                                      | 67’                                                                    |
| 6-11-2020                                                              | Addis Abeba                                                            | Etiopia                                                                | 2 – 2                                                                  | Sudan                                                                  | Amichevole                                                             | -                                                                      | 64’                                                                    |
| 17-11-2020                                                             | Addis Abeba                                                            | Etiopia                                                                | 3 – 0                                                                  | Niger                                                                  | Qual. Coppa d'Africa 2021                                              | -                                                                      | 79’                                                                    |
| 17-3-2021                                                              | Bahar Dar                                                              | Etiopia                                                                | 4 – 0                                                                  | Malawi                                                                 | Amichevole                                                             | -                                                                      | 46’                                                                    |
| 24-3-2021                                                              | Bahar Dar                                                              | Etiopia                                                                | 4 – 0                                                                  | Madagascar                                                             | Qual. Coppa d'Africa 2021                                              | -                                                                      | 74’ 80’                                                                |
| 30-3-2021                                                              | Abidjan                                                                | Costa d'Avorio                                                         | 3 – 1                                                                  | Etiopia                                                                | Qual. Coppa d'Africa 2021                                              | -                                                                      | 71’                                                                    |
| 26-8-2021                                                              | Bahar Dar                                                              | Etiopia                                                                | 0 – 0                                                                  | Sierra Leone                                                           | Amichevole                                                             | -                                                                      | 65’                                                                    |
| 3-9-2021                                                               | Cape Coast                                                             | Ghana                                                                  | 1 – 0                                                                  | Etiopia                                                                | Qual. Mondiali 2022                                                    | -                                                                      | 72’                                                                    |
| 13-1-2022                                                              | Yaoundé                                                                | Camerun                                                                | 4 – 1                                                                  | Etiopia                                                                | Coppa d'Africa 2021 - 1º turno                                         | -                                                                      | 73’                                                                    |
| Totale                                                                 |                                                                        | Presenze                                                               | 18                                                                     |                                                                        | Reti                                                                   | 0                                                                      |                                                                        |

## Palmarès

### Club

#### Competizioni nazionali
- Coppa d'Etiopia: 1

Dedebit: 2013-2014